# Stigsjö landskommun
Stigsjö landskommun var en tidigare kommun i Västernorrlands län.

## Administrativ historik
Stigsjö landskommun inrättades den 1 januari 1863 i Stigsjö socken i Ångermanland  när 1862 års kommunalförordningar trädde i kraft. 
Kommunen upphörde vid kommunreformen 1952, då den uppgick i Säbrå landskommun. Sedan 1971 tillhör området den nuvarande Härnösands kommun.

## Kommunvapen
Stigsjö landskommun förde inte något vapen.

## Politik

### Mandatfördelning i valen 1938-1946
| 12 | 8 |

| 20 |

| 11 | 9 |

| 20 |

| 11 | 9 |

| 19 |

### Fotnoter
1. ↑  Per Andersson: Sveriges kommunindelning 1863-1993, Draking, Mjölby 1993, ISBN 91-87784-05-X, s. 90